# 肖传国
肖传国（1955年12月5日—），男，湖北蒲圻人，中国泌尿外科医生，曾任华中科技大学同济医学院泌尿外科研究所所长，华中科技大学同济医学院附属协和医院泌尿外科主任，华中科技大学、郑州大学特聘教授，《临床泌尿外科杂志》主编等职。

## 生平

### 学术生涯
肖传国生于湖北蒲圻，文革期间为湖北医学院（今武汉大学医学部)的工农兵学员。1981年在当时的武汉医学院（即同济医科大学）获硕士学位，师从中国外科专家裘法祖，毕业后留校任职。1987年到1988年间曾在英国伦敦大学泌尿外科研究所任交换学者，之后在美国东弗吉尼亚医学院、纽约州立大学、纽约大学医学院任职。1997年回到同济医科大学任教授同时在美国兼职，2004年到2005年间辞掉美国职务，任华中科技大学同济医学院附属协和医院任泌尿外科主任。2003年至2008年肖传国出任国家973项目首席科学家。
肖传国最主要的学术贡献是提出“人工建立体神经——内脏神经反射弧”这一概念，并尝试应用这一概念治疗脊髓损伤以及脊柱裂脊膜膨出患者大小便失控，即希望大小便失控患者在手术后可以通过刺激腿部神经排便。这个反射弧和手术被一些人称为“肖氏反射弧”和“肖氏手术”。但关于肖氏反射弧手术是否可以被运用于临床，在2010年11月9日中国卫生部召开新闻发布会上，发言人邓海华明确表示：「卫生部组织专家进行了多次研究，专家的意见是一致的，它还没有在临床使用的安全有效性的循证医学证据，就是说这个技术不应该在临床上使用。」

### 卷入争议
2001年，在美国纽约任职的肖传国以笔名“昏教授”、“哑铃教授”发表《对方舟子“学术打假”的反思及批评》等文章，认为科普作家、打击学术腐败的名人方舟子攻击中国的学者，“让国际学术界对中国学界形成极坏偏见，国外的中国学人如我等均非常愤慨。”肖传国还向美国《科学》杂志社举报方舟子抄袭该刊发表的文章，后该杂志认为该文章虽然不合美国的出版要求，但抄袭这一指控不能成立。”。一篇《北京晚报》的报导称：“据《东莞时报》报道，方舟子直到2005年才知道当年的‘昏教授’就是肖传国。”
2005年9月10日，有人在方舟子创办的新语丝网站指责中国科学院院士增选候选人肖传国在美国纽约州立大学还有全职。次日，有人在新语丝网站指出肖传国就是“昏教授”。之后方舟子对肖传国进行“打假”，并在新语丝网站建立专辑。9月18日，方舟子在《北京科技报》撰文《脚踏两只船的院士候选人》，指肖“拔高自己”、“用会议摘要冒充论文”、“他在国际期刊上发表的论文实在是太少了，20多年来，已经发表的仅有4篇，总共被别人引用了只有9次（有的引用还是对其结果表示怀疑的），可见在国际学术界毫无影响。”、“简历中自称获得了“国际神经泌外最高奖”，其实他罗列的两个奖项（美国泌尿学会Jack Lapides奖和美国泌尿学会成就奖），前者是很容易获得的美国泌尿学会年会会议摘要“竞赛奖”，后者虽然是个大奖，但是在历年获奖者名单中，却找不到他的名字”之后新语丝还刊登了多篇方舟子及其他人对肖的经历、学术成就以及他发明的手术的效果的质疑或否定。
肖传国认为方舟子打假致其落选院士 。2005年10月，肖传国控告方舟子和一些刊载方舟子文章的媒体“损害名誉权”。在肖所在的武汉江汉区法院，肖传国于2006年6月到7月间经过几次开庭胜诉，方被判赔偿原告肖传国精神损害抚慰金3万元人民币及一些其他费用。武汉法院认为：方是民在访谈的言论和网上发表的文章中，对肖传国的“反射弧”相关理论提出异议在学术上是允许的，但评论中使用“自吹自擂”、“拔高自己”、“玩冒充把戏”等词语，足以误导公众认为肖传国在职务、论文、学术理论等问题上造假，从而导致对肖传国人品、声望，社会评价地降低，给肖传国造成精神损害，肖传国名誉被毁损的事实成立。该案法官吕瑛认为“国际期刊应当是在国际上公开发行的期刊，包括中国在国际上公开发行的期刊，而不是国外期刊。被告方是民关于国际期刊系国外期刊的说法错误。”2009年，江汉区法院派人到北京从方舟子妻子的银行账户中提款，强制执行2006年的方一直没有交付的判决。在北京的诉讼中法院认为：方是民虽使用了诸如“夸大”、“冒充”、“自吹自擂”等另人不快的词语，但该用语仅属于一般性过激的言辞，该访谈中并未出现侮辱、诽谤的用语。同时肖传国作为知名教授、科学院院士候选人，亦应接受学术界及社会对其学术水准所发出的质疑之声，即便言论有所过激，亦应保持一定的宽容度，以保证正常的争鸣氛围。
之后，肖传国未能当选中国科学院院士。

### 纠纷与诉讼
2009年11月10日，两位脊柱裂患儿据报道均委托方舟子的代理律师彭剑代理诉讼，状告郑州神源泌尿外科医院虚假宣传，诉状称神源医院长期宣传“肖氏手术”“治愈率达80-85%，使患者实现自控排尿，彻底解决了大小便失禁问题”，而状告理由是——被施行手术的患儿家长或患者认为“不仅没有一位能够被治愈，而且都没有任何实际改善效果，且多数还引发左腿或左脚的残疾或异常”。
并且，方玄昌在《中国新闻周刊》，后转《科学新闻》任编辑期间组织发表了追踪“肖氏反射弧”事件的报道，并撰写社论，认为可以和韩国黄禹锡事件相提并论。
2010年1月，肖传国在科学网博客发表“中国黄禹锡给路甬祥院长的忏悔信”，信中以其一年多的国际讲学和研究活动来证明“肖氏手术”的国际认可度，并将方舟子对其以及“肖氏手术”的攻击比喻为“文化大革命”。

### 涉案伤人
2010年6月24日，方玄昌在北京被两个持钢筋的陌生人袭击打伤。8月29日，方舟子在北京住家附近被两人用辣椒水、羊角锤袭击。9月5日，肖传国在博客中撰文《我将向警方举报方舟子报假案》，列举他“搜集的各种铁证”，表示“即将向北京警方举报方舟子报假案欺骗公众的事实”。9月21日，因被指涉嫌指派亲戚戴建湘找人袭击方玄昌、方舟子，刚从南美洲回国的肖传国在上海浦东国际机场被北京市公安局逮捕。肖传国被捕后对指使他人袭击方玄昌、方舟子供认不讳，他说，对方舟子和方玄昌只要“打得他鼻青脸肿就成，但别出事，别打过了，别把人打残了。事后，我会在网上说这事是我做的，我派人揍的他”，但“现在想起来还是很后悔的，当时打第一个人（方玄昌）狠了一点，超出了我的预料”。这种说法得不到方玄昌、方舟子的认可。
10月4日，北京市石景山区人民检察院对肖传国等5人提起公诉，指控5人涉嫌寻衅滋事罪，但没有提及“雇凶”一事。10月10日，法院一审宣判肖传国拘役5个半月。原审被告人肖传国、戴建湘不服，提出上诉。11月4日，法院终审维持原判，认为“定罪及适用法律正确，量刑适当，审判程序合法”。方舟子在其微博称，这么轻微的判决在一定程度上是在鼓励犯罪。11月，终审宣判维持一审结果。同月，肖传国的同济医学院泌尿外科研究所所长、泌尿外科主任、《临床泌尿外科杂志》主编等职务被华中科技大学及华中科技大学同济医学院附属协和医院免除。肖传国获得行政记大过和待岗察看一年处分。
2010年底至2011年初肖传国曾因涉入伤害方舟子和方玄昌案件而入狱。在肖传国被拘押期间，国际34位泌尿外科医生共同签署了一封给中华人民共和国卫生部部长陈竺和华中科技大学校长李培根的公开信，赞扬肖本人及其手术，表示对肖卷入袭击难以置信，希望中国政府在案件审判中对他给予公正审判并保护其人权，并希望考虑其对科学和人道的贡献。
2011年3月17日，肖传国刑满出狱。出狱后，肖传国在接受采访时表示自己遭受了“知识分子最严重的不公正待遇”，说他“从来没有认过罪”、“这就是一个治安处罚案件。……这根本就不是刑事案件。可后来法院为了判我的刑，硬是换成了寻衅滋事罪，判了我5个半月。你不能因为我不够罪，就换个罪名判我。这种判决不是对我个人的打击，是对整个法律尊严的打击。”
2011年4月25日，在武汉华美达天禄黄鹤厅，肖传国约见记者，还请来近10名来自全国各地的患者，用现身说法，为他独创的“肖氏反射弧手术”正名。肖传国认为自己受到了媒体不公正的待遇，并于2012年4月起诉央视和北京市公安局，要求其致歉并恢复名誉。